# Hypostomus macrops
Hypostomus macrops är en fiskart som först beskrevs av Eigenmann och Eigenmann, 1888.  Hypostomus macrops ingår i släktet Hypostomus och familjen Loricariidae. IUCN kategoriserar arten globalt som livskraftig. Inga underarter finns listade i Catalogue of Life.